# Język mon
Język mon – język należący do rodziny austroazjatyckiej, używany przez 750 tysięcy członów ludu Mon w Mjanmie oraz około 100 tysięcy w Tajlandii. Jest trzecim spośród języków austroazjatyckich pod względem liczby użytkowników.
Odnotowano, że na obszarach miejskich w Birmie jest wypierany przez birmański, ale pozostaje w szerszym użyciu na terenach wiejskich. W Tajlandii znajduje się pod naciskiem języka tajskiego, lecz nie wszyscy integrują się z ludnością tajską. W Tajlandii język mon jest poważnie zagrożony wymarciem.
Odmiany z Tajlandii i Birmy są zasadniczo wzajemnie zrozumiałe, ale odróżniają się źródłami zapożyczeń, co może prowadzić do nieporozumień.

## Historia
Do XII w. język mon służył jako lingua franca w dolinie Irawadi, również w birmańskim królestwie Pagan. Zapisywany był pismem mon proweniencji indyjskiej, z którego wywodzi się współczesne pismo birmańskie. Pisany język mon był używany również po upadku mońskiego królestwa Thaton w XI w. Liczne inskrypcje w języku mon znajdowano także w Tajlandii.

## Charakterystyka
W odróżnieniu od wielu języków Azji Południowo-Wschodniej, język mon nie jest językiem tonalnym.

## Fonetyka

### Spółgłoski
|             | Dwuwargowe | Zębowe | Palatalne | Tylnojęzykowe | Krtaniowe |
| ----------- | ---------- | ------ | --------- | ------------- | --------- |
| Zwarte      | p ʰ ɓ      | t ʰ ɗ  | c ʰ       | k ʰ           | ʔ         |
| Szczelinowe |            | s      | ç 1       |               | h         |
| Nosowe      | m          | n      | ɲ         | ŋ             |           |
| sonorne     | w          | l, r   | j         |               |           |

### Samogłoski
|                  | Przednie | Centralne | Tylne |
| Wysokie          | i        |           | u     |
| Wysokie-środkowe | e        | ə         | o     |
| Niskie-środkowe  | ɛ        | ɒ         | ɔ     |
| Otwarte          |          | a         |       |